# Witte monjita
De witte monjita (Xolmis irupero) is een zangvogel uit de familie Tyrannidae (tirannen).

## Verspreiding en leefgebied
Deze soort komt voor in het oosten van Brazilië en in de zuidelijke helft van Zuid-Amerika. Er zijn twee ondersoorten:
- X. i. niveus: oostelijk Brazilië.
- X. i. irupero: oostelijk Bolivia, Paraguay, noordelijk Argentinië, zuidelijk Brazilië en Uruguay.

## Status
De grootte van de populatie is niet gekwantificeerd maar de soort wordt omschreven als schaars. Op de Rode lijst van de IUCN heeft deze soort de status niet bedreigd.